# Granica argentyńsko-chilijska
Granica argentyńsko-chilijska – granica międzypaństwowa, ciągnąca się przez Andy na długości 5150 km od trójstyku z Boliwią na północy do wybrzeża Oceanu Atlantyckiego na południu oraz na wyspie Ziemia Ognista.
Jest to trzecia co do długości granica państwowa na świecie i najdłuższa w Ameryce Południowej.
Najdłuższą lądową granicą międzypaństwową na świecie jest granica amerykańsko-kanadyjska, która na bardzo dużym odcinku przebiega przez Wielkie Jeziora. Gdyby ich nie uwzględnić, najdłuższa byłaby granica argentyńsko-chilijska.